# Université du Kansas
L'université du Kansas (en anglais University of Kansas), couramment appelée KU ou simplement Kansas, est une université publique située à Lawrence (Kansas, États-Unis).

## Historique
Elle a été fondée en 1865 par les dons de la famille d'Amos Lawrence et Charles Robinson après la contribution en 1863 du premier gouverneur du Kansas Charles L. Robinson et sa femme.
Le campus principal est situé au sommet du Mount Oread. Le centre médical et l'hôpital sont situés à Kansas City. Le campus Edwards est à Overland Park dans la banlieue de Kansas City. Des sites de recherche et d'éducation se trouvent aussi à Parsons, Topeka et une branche de la faculté de médecine à Wichita.
Le campus de KU accueille aussi le Robert J. Dole Institute of Politics, le Beach Center on Disability, et la station de radio KJHK. L'université accueille aussi plusieurs musées : le University of Kansas Natural History Museum, the KU Museum of Anthropology, et le Spencer Museum of Art. L'université est une des 60 membres de la prestigieuse Association of American Universities.

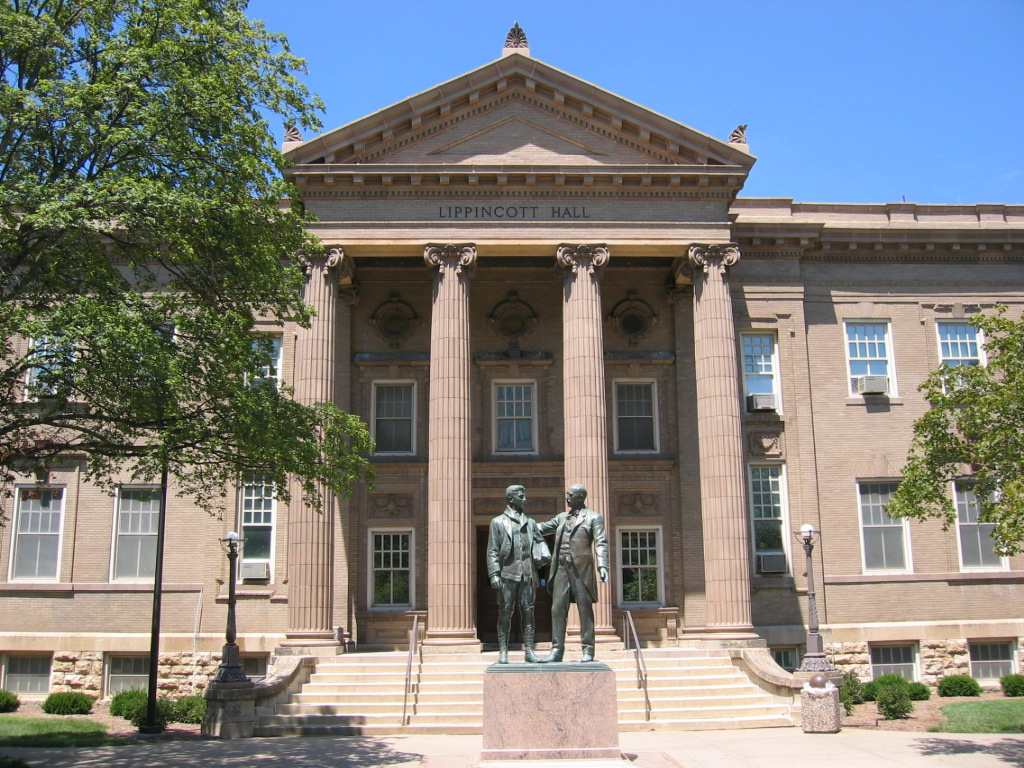
Statue de Law Dean et Jimmy Green au Lippencott Hall.

## Sport
En sport, les Jayhawks du Kansas défendent les couleurs de l'établissement en Big 12 Conference, en NCAA.
- Kansas Jayhawks football
- Kansas Jayhawks baseball
- Kansas Jayhawks women's basketball
- Kansas Jayhawks men's basketball

stades
- Allen Fieldhouse
- Memorial Stadium (Université du Kansas)

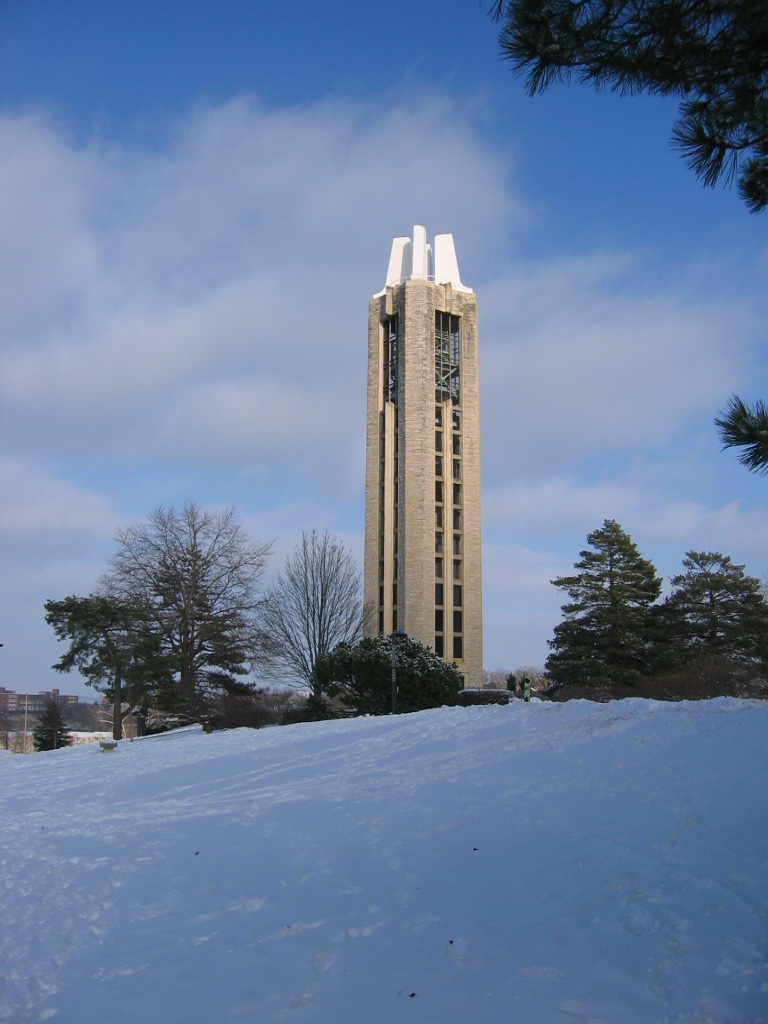
Memorial Campanile.

- Hoglund Ballpark baseball stadium

## Collèges et institutions
- University of Kansas School of Engineering
- University of Kansas School of Business
- University of Kansas School of Law
- Center for the Study of Science Fiction
- University of Kansas Hospital
- Kansas Geological Survey

## Autres
- Spencer Museum of Art
- Memorial Campanile
- University of Kansas Natural History Museum
- Robert J. Dole Institute of Politics
- Hoch Auditorium
- Coal City Review (journal annuel)
- University Daily Kansan (journal)
- KANU (FM) ; KJHK ; KUJH-LP (les radios)

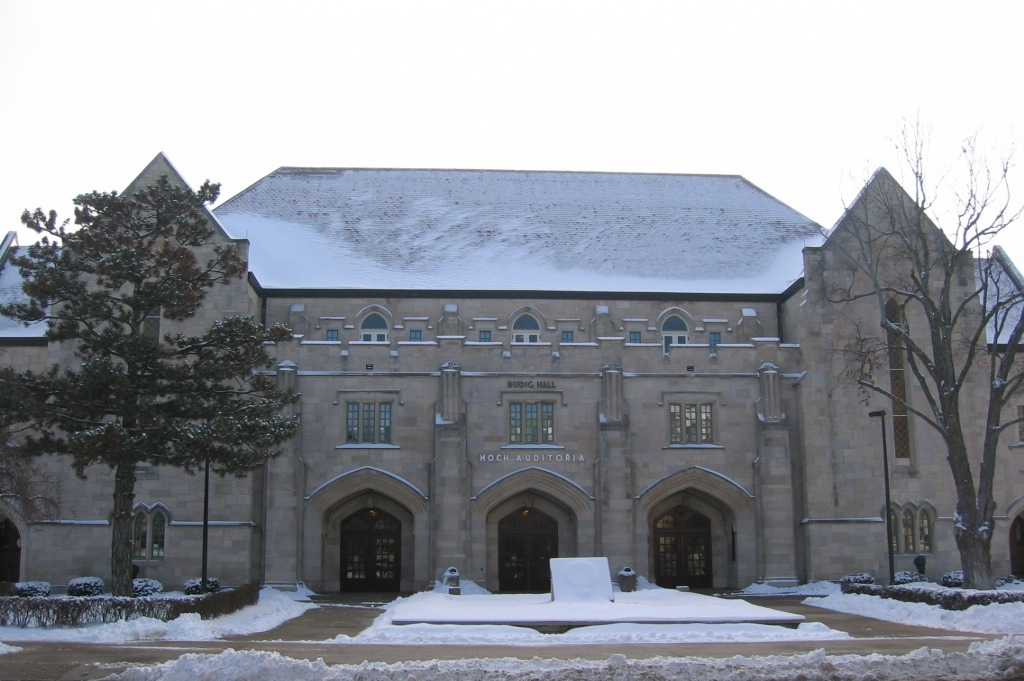
Hoch Auditorium.

- Potter Lake
- Fraser Hall

## Personnalités liées à l'université

### Étudiants
- Adolph Rupp
- Andrew Wiggins
- Bradley Denton
- Betsy Randle
- Danny Manning
- Dean Smith
- Dee Wallace
- Don Johnson
- Etta Moten Barnett
- Frank Mason III
- Gale Sayers
- Gary Mark Smith
- Herk Harvey
- Iris Calderhead
- James E. Gunn
- Jay Karnes
- Jo Jo White
- Joe Engle
- Lynette Woodard
- Mandy Patinkin
- Moses Gunn
- Neeli Bendapudi
- Neil LaBute
- Paul R. Ehrlich
- Paul Pierce
- Paul Rudd
- Raphaelle Mellini
- Rob Riggle
- Robert Morris
- Sasha Kaun
- Scott Bakula
- Scott Heim
- Steven Hawley
- Sviatoslav Mykhaïliouk
- Unique Priscilla
- Von Freeman
- William Allen White
- William Inge
- Wilt Chamberlain
- Dennis Alexander
- Marian Washington
- Pratap Chitnis
- Lisa Marie Thalhammer